# Stolperstein von Gladenbach
Der Stolperstein von Gladenbach ist dem Flieger John Scott gewidmet. Er wurde vom Künstler Gunter Demnig im Rahmen des Projekts Stolpersteine geschaffen. Stolpersteine erinnern an das Schicksal der Menschen, die von den Nationalsozialisten ermordet, deportiert, vertrieben oder in den Suizid getrieben wurden. Sie liegen im Regelfall vor dem letzten selbstgewählten Wohnsitz des Opfers.
Der Stolperstein wurde am 14. September 2021 im Gladenbacher Ortsteil Weidenhausen verlegt.

## Stolperstein
| Stolperstein                | Inschrift | Verlegeort               | Name, Leben            |
| --------------------------- | --- | ------------------------ | ---------------------- |
| Stolperstein für John Scott | KRIEGSGEFANGENER JOHN SCOTT JG. 1920 BORDMECHANIKER ROYAL AIR FORCE VERHAFTET 7.12.1944 GEMEINDEZELLE ERMORDET 7.12.1944 | Weidenhäuser Straße 32 · | John Scott (1920–1944) |